# Lista odcinków serialu Zagubiona tożsamość
Poniżej znajduje się lista odcinków serialu telewizyjnego Zagubiona tożsamość – emitowanego przez kanadyjską stację telewizyjną  Showcase od 12 września 2010 roku. W Polsce jest emitowana od 3 stycznia 2012 roku przez AXN i AXN Spin
| Sezon | Sezon | Odcinki | Premiera sezonu   | Finał sezonu         | Premiera          | Finał           | Wydanie DVD       | Wydanie DVD     | Wydanie DVD       |
| Sezon | Sezon | Odcinki | Premiera sezonu   | Finał sezonu         | Premiera          | Finał           | Region 1          | Region 2        | Region 4          |
| ----- | ----- | ------- | ----------------- | -------------------- | ----------------- | --------------- | ----------------- | --------------- | ----------------- |
|       | 1     | 13      | 12 września 2010  | 12 grudnia 2010      | 3 stycznia 2012   | 27 marca 2012   | 24 kwietnia 2012  | 25 lutego 2013  | 23 listopada 2011 |
|       | 2     | 22      | 4 września 2011   | 1 kwietnia 2012      | 6 listopada 2012  | 9 kwietnia 2013 | 13 listopada 2012 | 9 września 2013 | 19 września 2013  |
|       | 3     | 13      | 6 stycznia 2013   | 14 kwietnia 2013     | 19 grudnia 2013   | 6 lutego 2014   | 19 listopada 2013 | 3 marca 2014    | 5 grudnia 2013    |
|       | 4     | 13      | 10 listopada 2013 | 16 lutego 2014       | 13 listopada 2014 | 12 maja 2015    | 24 czerwca 2014   | 19 maja 2014    | brak danych       |
|       | 5     | 16      | 7 grudnia 2014    | 25 października 2015 | brak danych       | brak danych     | brak danych       | brak danych     | brak danych       |

## Sezon 1 (2010)
| Nr | #  | Tytuł                               | Reżyseria        | Scenariusz        | Premiera Showcase    | Premiera AXN     |
| -- | -- | ----------------------------------- | ---------------- | ----------------- | -------------------- | ---------------- |
| 1  | 1  | It's a Fae, Fae, Fae, Fae World     | Erik Canuel      | Michelle Lovretta | 12 września 2010     | 3 stycznia 2012  |
| 2  | 2  | Where There's a Will, There's a Fae | Robert Lieberman | Peter Mohan       | 19 września 2010     | 10 stycznia 2012 |
| 3  | 3  | Oh Kappa, My Kappa                  | Paul Fox         | Michelle Lovretta | 26 września 2010     | 17 stycznia 2012 |
| 4  | 4  | Faetal Attraction                   | Steve DiMarco    | Jeremy Boxen      | 3 października 2010  | 24 stycznia 2012 |
| 5  | 5  | Dead Lucky                          | John Fawcett     | Emily Andras      | 17 października 2010 | 31 stycznia 2012 |
| 6  | 6  | Food for Thought                    | John Fawcett     | Pamela Pinch      | 24 października 2010 | 7 lutego 2012    |
| 7  | 7  | ArachnoFaebia                       | John Fawcett     | Emily Andras      | 31 października 2010 | 14 lutego 2012   |
| 8  | 8  | Vexed                               | John Fawcett     | Michelle Lovretta | 7 listopada 2010     | 21 lutego 2012   |
| 9  | 9  | Fae Day                             | Steve DiMarco    | Jeremy Boxen      | 14 listopada 2010    | 28 lutego 2012   |
| 10 | 10 | The Mourning After                  | Paul Fox         | Michelle Lovretta | 21 listopada 2010    | 6 marca 2012     |
| 11 | 11 | Faetal Justice                      | Robert Lieberman | Peter Mohan       | 28 listopada 2010    | 13 marca 2012    |
| 12 | 12 | (Dis)Members Only                   | Steve DiMarco    | Jeremy Boxen      | 5 grudnia 2010       | 20 marca 2012    |
| 13 | 13 | Blood Lines                         | Robert Lieberman | Michelle Lovretta | 12 grudnia 2010      | 27 marca 2012    |

## Sezon 2 (2011-2012)
| Nr | #  | Tytuł                                 | Reżyseria        | Scenariusz                      | Premiera Showcase    | Premiera AXN Spin |
| -- | -- | ------------------------------------- | ---------------- | ------------------------------- | -------------------- | ----------------- |
| 14 | 1  | Something Wicked This Fae Comes       | Robert Lieberman | Michelle Lovretta               | 4 września 2011      | 6 listopada 2012  |
| 15 | 2  | I Fought the Fae (and the Fae Won)    | Steve DiMarco    | Michelle Lovretta               | 11 września 2011     | 13 listopada 2012 |
| 16 | 3  | Scream a Little Dream                 | George Mihalka   | Jeremy Boxen                    | 18 września 2011     | 20 listopada 2012 |
| 17 | 4  | Mirror, Mirror                        | Steve DiMarco    | Emily Andras                    | 25 września 2011     | 27 listopada 2012 |
| 18 | 5  | BrotherFae of the Wolves              | Clark Johnson    | Alexandra Zarowny               | 2 października 2011  | 4 grudnia 2012    |
| 19 | 6  | It's Better to Burn Out Than Fae Away | Gail Harvey      | Steve Cochran                   | 30 października 2011 | 11 grudnia 2012   |
| 20 | 7  | Fae Gone Wild                         | Lynne Stopkewich | Alexandra Zarowny               | 6 listopada 2011     | 18 grudnia 2012   |
| 21 | 8  | Death Didn't Become Him               | Steve DiMarco    | Steve Cochrane                  | 13 listopada 2011    | 1 stycznia 2013   |
| 22 | 9  | Original Skin                         | Paul Fox         | Emily Andras                    | 20 listopada 2011    | 8 stycznia 2013   |
| 23 | 10 | Raging Fae                            | David Greene     | Jeremy Boxen                    | 27 listopada 2011    | 15 stycznia 2013  |
| 24 | 11 | Can't See the Fae-Rest                | Gail Harvey      | Shelley Scarrow                 | 4 grudnia 2011       | 22 stycznia 2013  |
| 25 | 12 | Masks                                 | Lee Rose         | Grant Rosenberg                 | 11 grudnia 2011      | 29 stycznia 2013  |
| 26 | 13 | Barometz. Trick. Pressure             | Paolo Barzman    | Steve Cochrane                  | 18 grudnia 2011      | 5 lutego 2013     |
| 27 | 14 | Midnight Lamp                         | David Winning    | Jeremy Boxen                    | 22 stycznia 2012     | 12 lutego 2013    |
| 28 | 15 | Table for Fae                         | David Greene     | Duana Taha                      | 29 stycznia 2012     | 19 lutego 2013    |
| 29 | 16 | School's Out                          | James Dunnison   | Jay Firestone & Harris Goldberg | 12 lutego 2012       | 26 lutego 2013    |
| 30 | 17 | The Girl Who Fae'd With Fire          | Brett Sullivan   | Emily Andras                    | 19 lutego 2012       | 5 marca 2013      |
| 31 | 18 | Fae-nted Love                         | Michael DeCarlo  | Shelley Scarrow                 | 4 marca 2012         | 12 marca 2013     |
| 32 | 19 | Truth and Consequences                | Lee Rose         | Grant Rosenberg                 | 11 marca 2012        | 19 marca 2013     |
| 33 | 20 | Lachlan's Gambit                      | Steve DiMarco    | Steve Cochrane                  | 18 marca 2012        | 26 marca 2013     |
| 34 | 21 | Into the Dark                         | John Fawcett     | Emily Andras                    | 25 marca 2012        | 2 kwietnia 2013   |
| 35 | 22 | Flesh and Blood                       | Steve DiMarco    | Alan McCullough                 | 1 kwietnia 2012      | 9 kwietnia 2013   |

## Sezon 3 (2013)
| Nr | #  | Tytuł                       | Reżyseria      | Scenariusz          | Premiera Showcase | Premiera AXN Spin |
| -- | -- | --------------------------- | -------------- | ------------------- | ----------------- | ----------------- |
| 36 | 1  | Caged Fae                   | Paolo Barzman  | Emily Andras        | 6 stycznia 2013   | 19 grudnia 2013   |
| 37 | 2  | SubterrFaenean              | Steve DiMarco  | Stephen Cochrane    | 13 stycznia 2013  | 19 grudnia 2013   |
| 38 | 3  | ConFaegion                  | Paolo Barzman  | James Thorpe        | 20 stycznia 2013  | 2 stycznia 2014   |
| 39 | 4  | Fae-de To Black             | Ron Murphy     | Alexandra Zarowny   | 27 stycznia 2013  | 2 stycznia 2014   |
| 40 | 5  | Faes Wide Shut              | George Mihalka | Jeremy Boxen        | 10 lutego 2013    | 9 stycznia 2014   |
| 41 | 6  | The Kenzi Scale             | David Greene   | Sandra Chwialkowska | 17 lutego 2013    | 9 stycznia 2014   |
| 42 | 7  | There's Bo Place Like Home  | Gail Harvey    | Brendon Yorke       | 3 marca 2013      | 16 stycznia 2014  |
| 43 | 8  | Fae-ge Against The Machine  | George Mihalka | Alexandra Zarowny   | 10 marca 2013     | 16 stycznia 2014  |
| 44 | 9  | Ceremony                    | Lee Rose       | James Thorpe        | 17 marca 2013     | 23 stycznia 2014  |
| 45 | 10 | Delinquents                 | Gail Harvey    | Michelle Lovretta   | 24 marca 2013     | 23 stycznia 2014  |
| 46 | 11 | Adventures In Fae-bysitting | Lee Rose       | Sandra Chwialkowska | 31 marca 2013     | 30 stycznia 2014  |
| 47 | 12 | Hail, Hale                  | Steve DiMarco  | Stephen Cochrane    | 7 kwietnia 2013   | 30 stycznia 2014  |
| 48 | 13 | Those Who Wander            | Ron Murphy     | Emily Andras        | 14 kwietnia 2013  | 6 lutego 2014     |

## Sezon 4 (2013-2014)
| Nr | #  | Tytuł                   | Reżyseria     | Scenariusz               | Premiera Showcase | Premiera AXN SPIN |
| -- | -- | ----------------------- | ------------- | ------------------------ | ----------------- | ----------------- |
| 49 | 1  | In Memoriam             | Paolo Barzman | Emily Andras             | 10 listopada 2013 | 13 listopada 2014 |
| 50 | 2  | Sleeping Beauty School  | Steve DiMarco | Alexandra Zarowny        | 17 listopada 2013 | 20 listopada 2014 |
| 51 | 3  | Lovers. Apart.          | Andy Mikita   | Steve Cochrane           | 24 listopada 2013 | 27 listopada 2014 |
| 52 | 4  | Turn to Stone           | Paolo Barzman | Michael Grassi           | 1 grudnia 2013    | 4 grudnia 2014    |
| 53 | 5  | Let the Dark Times Roll | Ron Murphy    | Jeremy Boxen             | 8 grudnia 2013    | 11 grudnia 2014   |
| 54 | 6  | Of All the Gin Joints   | Mairzee Almas | Alex Zarowney            | 15 grudnia 2013   | 18 grudnia 2014   |
| 55 | 7  | La Fae Époque           | Steve DiMarco | Michael Grassi           | 22 grudnia 2013   | 22 stycznia 2015  |
| 56 | 8  | Groundhog Fae           | Ron Murphy    | Emily Andras & Sam Ruano | 29 grudnia 2013   | 29 stycznia 2015  |
| 57 | 9  | Destiny's Child         | Steve DiMarco | Steve Cochrane           | 12 stycznia 2014  | 6 maja 2015       |
| 58 | 10 | Waves                   |               | Michael Grassi           | 19 stycznia 2014  | 7 maja 2015       |
| 59 | 11 | End of a Line           | Ron Murphy    | Steve Cochrane           | 26 stycznia 2014  | 9 maja 2015       |
| 60 | 12 | Origin                  | Steve DiMarco | Alexandra Zarowny        | 9 lutego 2014     | 11 maja 2015      |
| 61 | 13 | Dark Horse              | Ron Murphy    | Emily Andras             | 16 lutego 2014    | 12 maja 2015      |

## Sezon 5 (2014-2015)
28 lutego 2014 roku, stacja Showcase zamówiła piąty sezon serialu
| Nr | #  | Tytuł                        | Reżyseria      | Scenariusz                     | Premiera Showcase    | Premiera AXN SPIN |
| -- | -- | ---------------------------- | -------------- | ------------------------------ | -------------------- | ----------------- |
| 62 | 1  | Like Hell Part 1             | Paolo Barzman  | Michael Grassi                 | 7 grudnia 2014       |                   |
| 63 | 2  | Like Hell Pt. 2              | Paolo Barzman  | Emily Andras                   | 14 grudnia 2014      |                   |
| 64 | 3  | Big in Japan                 | Ron Murphy     | Alexandra Zarowny              | 21 grudnia 2014      |                   |
| 65 | 4  | When God Opens a Window      | Mairzee Almas  | Stephen Cochrane               | 28 grudnia 2014      |                   |
| 66 | 5  | It's Your Lucky Fae          | Paolo Barzman  | Ley Lukins                     | 4 stycznia 2015      |                   |
| 67 | 6  | Clear Eyes, Fae Hearts       | David Greene   | Sandra Chwialkowska            | 11 stycznia 2015     |                   |
| 68 | 7  | Here Comes the Night         | Paolo Barzman  | Michael Grassi                 | 18 stycznia 2015     |                   |
| 69 | 8  | End of Faes                  | Ron Murphy     | Ley Lukins, Lauren Gosnell     | 25 stycznia 2015     |                   |
| 70 | 9  | 44 Minutes to Save the World | Gail Harvey    | Sandra Chwialkowska            | 6 września 2015      |                   |
| 71 | 10 | Like Father, Like Daughter   | Paolo Barzman  | Alexandra Zarowny              | 13 września 2015     |                   |
| 72 | 11 | Sweet Valkyrie High          | Bruce McDonald | Emily Andras                   | 20 września 2015     |                   |
| 73 | 12 | Judgement Fae                | Lee Rose       | Lara Azzopardi, Lauren Gosnell | 27 września 2015     |                   |
| 74 | 13 | Family Portrait              | Ron Murphy     | Michael Grassi                 | 4 października 2015  |                   |
| 75 | 14 | Follow the Yellow Trick Road | Paolo Barzman  | Ley Lukins                     | 11 października 2015 |                   |
| 76 | 15 | Let Them Burn                | Mairzee Almas  | Sandra Chwialkowska            | 18 października 2015 |                   |
| 77 | 16 | Rise                         | Paolo Barzman  | Michael Grassi                 | 25 października 2015 |                   |